# 海の底からモナムール
『海の底からモナムール』（うみのそこからモナムール）は、2020年12月4日に公開された映画。主演は桐山漣と清水くるみ。10年前に自殺し、幽霊となって現れた女子高生と、彼女を想い続けてきた男の純愛を描く。

## 製作
日本とフランスの合作映画として制作され、溝口健二や増村保造から影響を受けた監督のロナン・ジルは、日本を舞台にキャスト全員を日本人に据え、全編日本語で撮影した。

### 公開
ゆうばり国際ファンタスティック映画祭2017のゆうばりチョイス部門でワールドプレミア上映され、第12回大阪アジアン映画祭のインディ・フォーラム部門でも公開された。

## キャスト
- タクマ：桐山漣
- ミユキ：清水くるみ
- カオリ：三津谷葉子[1]
- マツ：前野朋哉[1]
- トモヨ：杉野希妃[1]
- 老人：柿辰丸

## スタッフ
- 監督・脚本：ロナン・ジル
- エグゼクティブプロデューサー：田中弘樹、小野光輔、ロナン・ジル、門田大地
- プロデューサー：福島珠理、近藤まほ
- コプロデューサー：ニコラ・ポラキ、サンドリン・ポラキ、オリビエ・ガルシア
- 撮影：ドミニク・コラン
- 音楽：ロナン・ジル、ASWEFALL
- 照明：村地英樹
- 録音：國分玲
- 美術：竹島卓也、木元哲治
- 衣装：福島瑞栄
- ヘアメイク：元村玲花
- 編集：パスカル・ラティル
- 記録：夏都愛未
- 助監督：市原大地
- 制作担当：和田裕也
- 配給：アルミード
- 製作：Besoin d’Amour Film Partners